# Wańtuchy
Wańtuchy [vaɲˈtuxɨ] est un village polonais de la gmina de Bielany dans le powiat de Sokołów et dans la voïvodie de Mazovie, au centre-est de la Pologne.
Il est situé à environ 4 kilomètres à l'ouest de Bielany, 9 kilomètres au sud de Sokołów Podlaski et à 83 kilomètres à l'est de Varsovie.